# Гузыцино
Гузыцино — деревня в Любимском районе Ярославской области Российской Федерации. Входит в состав Воскресенского сельского округа и является его административным центром. 

## География
Стоит на реке Уча, вдоль автодороги 78Н-027. С севера, на противоположном речном берегу, находится деревня Михаил-Архангел.

### Климат
Климат характеризуется как умеренно континентальный, с умеренно тёплым влажным летом, умеренно-холодной зимой и ярко выраженными сезонами весны и осени. Среднегодовая температура воздуха +3,2 °C. Средняя температура воздуха самого холодного месяца (января) — −11,7 °C (абсолютный минимум — −35 °C), средняя температура самого тёплого (июля) — +18,2 °С (абсолютный максимум — +34 °C). Безморозный период длится около 214 дней. Годовое количество атмосферных осадков составляет 641 миллиметр, из которых большая часть (около 70 %) выпадает в тёплый период. Устойчивый снежный покров держится в течение 151 дня.

## История
Постановлением Государственной Думы ЯО от 27.02.2001 № 52 «Об изменениях в административно-территориальном устройстве Любимского района Ярославской области» Митинский сельсовет присоединён к Воскресенскому сельсовету с административным центром Воскресенского сельсовета деревню Гузыцино.

## Население
| 2007 | 2010 |
| ---- | ---- |
| 135  | ↗146 |

### Национальный состав
Согласно результатам переписи 2002 года, в национальной структуре населения русские составляли 96 % из 157 чел.

## Инфраструктура
Гузыцинский ФАП.

## Транспорт
Деревня доступна автотранспортом по автодороге 78Н-0293.